# 日吉村 (新潟県刈羽郡)
日吉村（ひよしむら）は、かつて新潟県刈羽郡にあった村。

## 沿革
- 1889年（明治22年）4月1日 - 町村制施行に伴い刈羽郡土合村、土合新田、長崎村、長崎新田、下大新田、剣村が村制施行し、日吉村が発足。
- 1901年（明治34年）11月1日 - 刈羽郡槇原村と合併し、西中通村となり消滅。